# دیوار صوتی

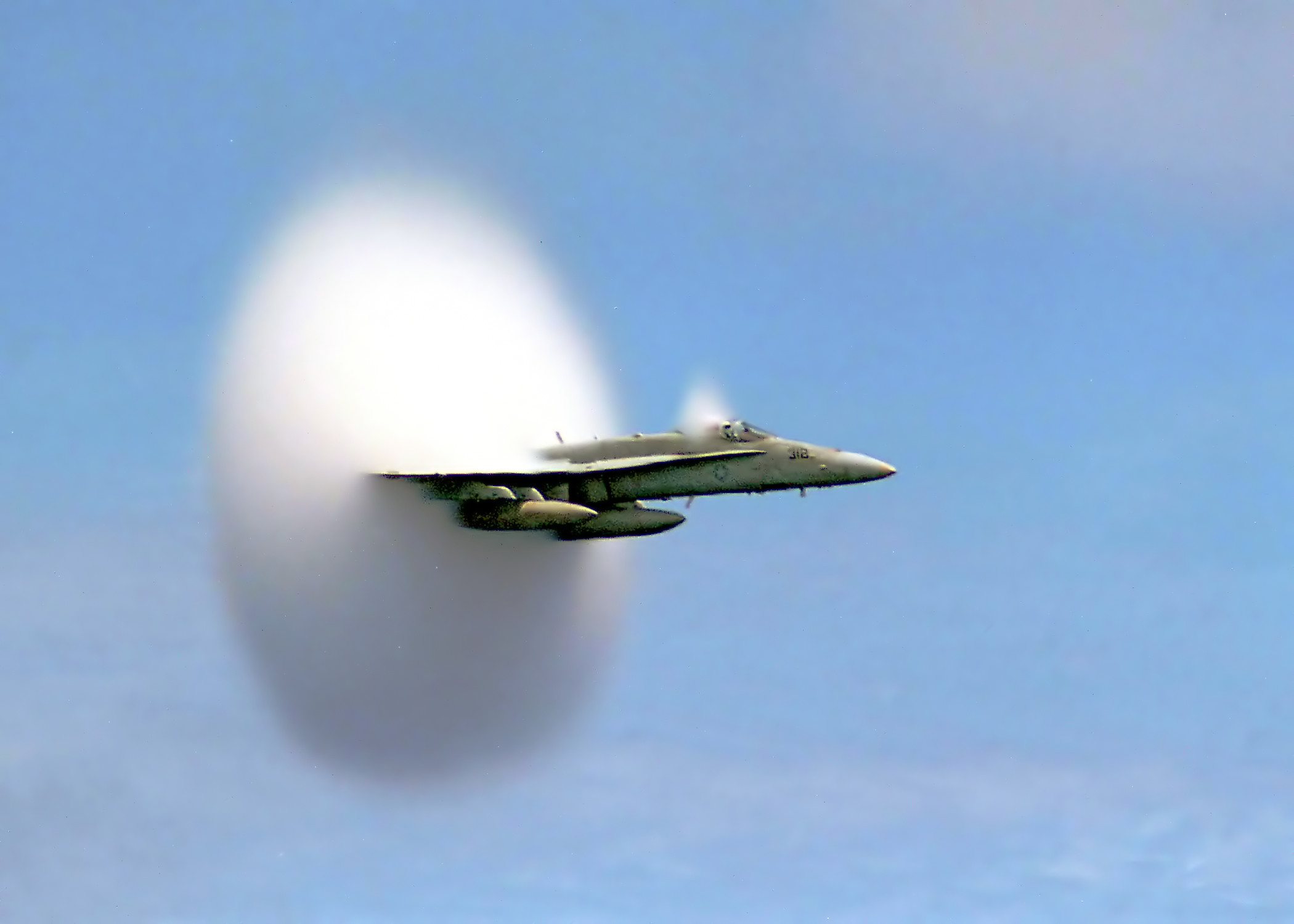
شکسته‌شدن دیوار صوتی. چگالش بخار آب تحت تأثیر فشار در تصویر دیده می‌شود. در تصویر بالا اف ۱۸ را در حال شکستن دیوار صوتی می‌بینید.

۱. زیرصوت ۲. ماخ برابر ۱ ۳. زِبَرصوت ۴. موج ضربه‌ای

در هوانوردی، دیوار صوتی (به انگلیسی: Sound barrier) نقطه‌ای است که متحرک اگر بخواهد به مافوق صوت برسد باید از آن عبور کند. شکسته‌ شدن دیوار صوتی همراه با صدایی بلند است.

## تاریخچه
نوک برخی از شلاق‌های معمول، مانند شلاق چرمی قادر به حرکت با سرعتی بیش از سرعت صوت هستند. نوک شلاق دیوار صوتی را می‌شکند و باعث ایجاد صدای شکست تیزی می‌شود که به معنی دیگر شکست صوت است. همچنین اسلحه‌های گرم پس از قرن نوزدهم به‌طور کلی تا به حال بالای سرعت صوت کار کرده‌اند.

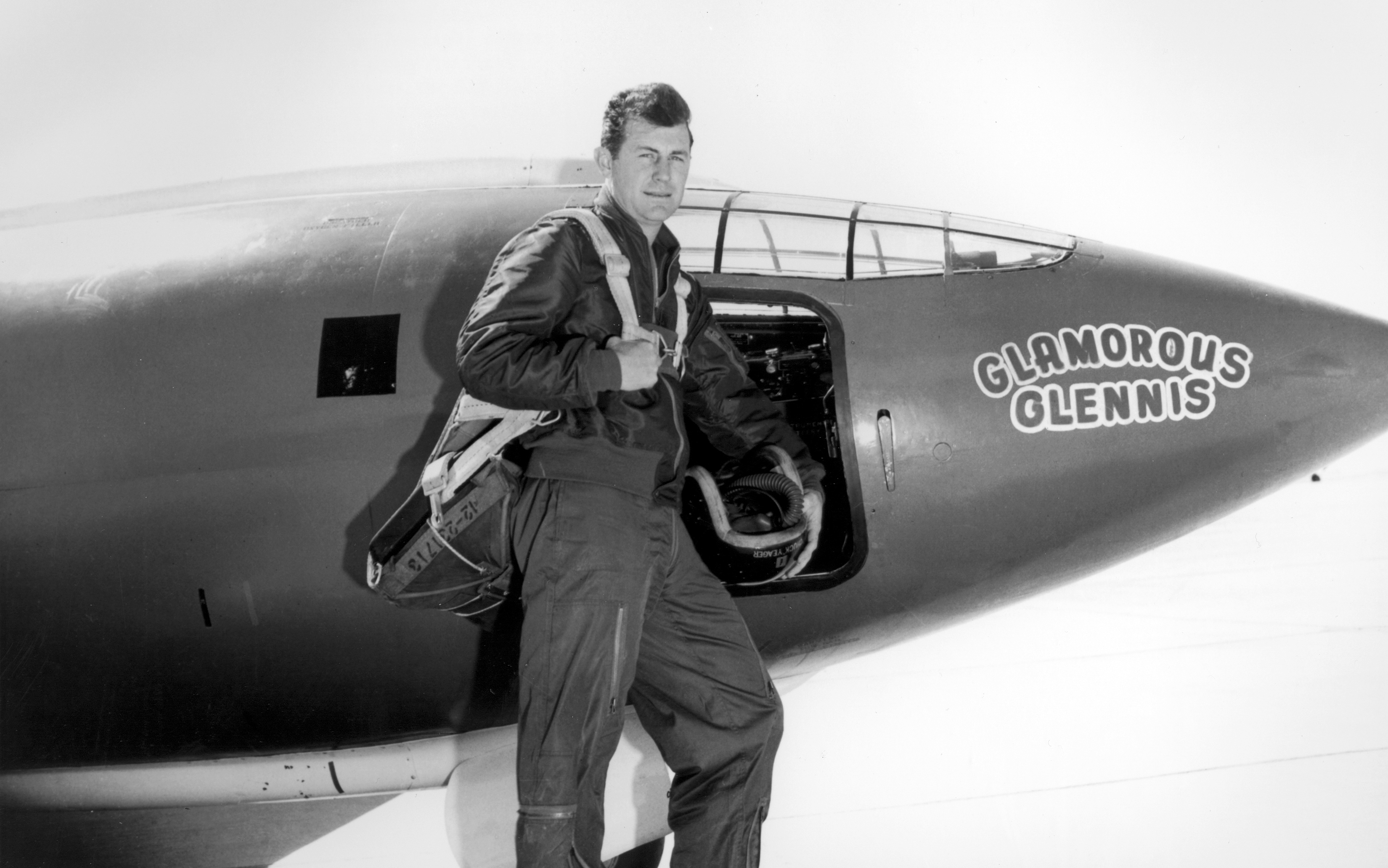
چاک ییگر در کنار هواپیما Bell X-1؛ اولین خلبان و هواپیما که برای شکستن دیوار صوتی به پرواز درآمدند.

شکستن دیوار صوتی با گذشتن از سرعت صوت، اولین بار در ۱۴ اکتبر ۱۹۴۷ و به وسیلهٔ چاک ییگر (Chuck Yeager) خلبان نیروی هوایی آمریکا با هواپیمای X1 اتفاق افتاد.

## عوامل مؤثر
سرعت صوت بسته به چگالی دما و رطوبت (در مورد هوا) متفاوت است. به‌طور مثال سرعت صوت در هوای ۲۰ درجه سانتی گراد ١٢٣۴.٨ کیلومتر بر ساعت، در آب معمولی ۵۳۷۵ کیلومتر بر ساعت و در الماس ۴۳۲۰۰ کیلومتر بر ساعت می‌باشد.
واحد سرعت صوت ماخ نام دارد که معادل ۱۲۲۴ کیلومتر بر ساعت است و هر جسم که بخواهد دیوار صوتی را بشکند باید از این سرعت فراتر رود و استحکام کافی برای متلاشی نشدن را داشته باشد.
اغلب جنگنده‌های امروزی و چند بمب افکن (مانند B-1) توانایی این کار را دارند.
تنها یک وسیله سرنشین دار روی زمین از این سرعت فراتر رفته که تراست اس‌اس‌سی (ThrustSSC) نام دارد و محصول مشترک ایالات متحده آمریکا و انگلستان است که با رانندگی اندی گرین انجام شده است .

## عامل ایجاد دیوار صوتی
امواج ضربه‌ای یا Shockwaves در حقیقت همان عامل اصلی ایجاد دیوار صوتی هستند. امواج ضربه‌ای، تغییری ناگهانی در فشار و دمای یک لایه از هواست که می‌تواند به لایه‌های دیگر منتقل شده و به‌صورت یک موج فضا را بپیماید. برای درک بهتر مطلب، وقتی که سنگی در آب انداخته می‌شود، موج‌هایی در آب به‌وجود می‌آیند که به سمت خارج در حال حرکت‌اند. این امواج، نتیجهٔ افزایش سرعت یا اعمال نیرو به لایه‌ای از مولکول‌های آب است که قادر به انتقال به لایه‌های دیگر نیز می‌باشد، و امواج ضربه‌ای نیز، همان امواج درون آب هستند، با این تفاوت که آن‌ها در سیالی دیگر به‌جای آب به نام هوا، تشکیل می‌شوند.
در سرعت‌های نزدیک سرعت صوت، فرضیهٔ غیرقابل تراکم بودن هوا رد شده و ضریب تراکم هوا به ۱۶٪ در می‌رسد، که مقداری غیرقابل چشم‌پوشی است. در این سرعت‌ها هوای جلوی بال یا لبه حمله به‌شدت متراکم گشته و دما و فشار آن به‌طرز قابل توجهی افزایش می‌یابد، همین مسئله، یکی از عوامل ایجاد امواج ضربه‌ای است. هواپیما با حرکت خود در هوا، نظم فشار هوای محیط را برهم می‌زند و همانند قایقی که در آب در حال حرکت است، امواجی از آن ساطع شده و به دلیل این‌که این امواج با سرعت صوت حرکت می‌کنند و هواپیما زیر سرعت صوت در حال سیر است، از آن دور می‌شوند.
اما کم‌کم، با نزدیک شدن به سرعت‌های ترانسونیک و حدود سرعت صوت، این امواج فرصت دور شدن از هواپیما را نداشته و در جلوی بال متراکم می‌شوند. در مناطقی از بدنهٔ هواپیما که سطوح ناموزونی نسبت به جهت حرکت هواپیما دارد، سرعت گذر هوا افزایش یافته و بر اساس اصل برنولی، با افزایش سرعت سیال، فشار آن کاهش می‌یابد. در چنین سرعت‌هایی، هوای اطراف این سطوح به سرعت صوت می‌رسد، گر چه هواپیما هنوز به‌سرعت صوت نرسیده باشد. در نتیجهٔ رسیدن بعضی سطوح به سرعت صوت، امواج ضربه‌ای تولید شده و درگ یا پسای فراوانی را قبل از رسیدن به سرعت صوت تولید می‌کنند، که همین مسئله گذر از دیوار صوتی را مشکل می‌نماید.

## صدای انفجار
امواج حاصله از حرکت هواپیما یا صدای تولید شده در اثر حرکت، هر بار در سرعتهای زیر سرعت صوت از هواپیما دور شده و به گوش شنونده می‌رسد. اما با رسیدن هواپیما به سرعت صوت، این صداها دیگر فرصت دور شدن از هواپیما را نداشته و کلاً در جلوی هواپیما جمع می‌شوند. با گذر از سرعت صوت، صدایی چند ده برابر شده از حرکت هواپیما باهم به گوش شنونده می‌رسد که مانند یک انفجار شدید یا صدای رعد و برقی بسیار قدرتمند می‌باشد. شاید در تصاویر هواپیماهای در حال گذر از دیوار صوتی، هاله‌ای سفید رنگ را در اطراف هواپیما مشاهده کرده باشید. در هنگام گذر از دیوار صوتی، اگر هواپیما نزدیک به زمین و در محیطی مرطوب با درصد بخار آب زیاد باشد، بخار آب هوا در اثر امواج ضربه‌ای فشرده شده و ابر سفیدی را برای چند ثانیه پدید می‌آورند که همان هاله سفید رنگ قابل روئیت در تصاویر است. اما از امواج ضربه‌ای در موتورهای جت نیز استفاده می‌شود. بدین گونه که، هوا ورودی در موتورهای جت، اگر هواپیما با سرعتهای بالای صوت پرواز نماید، باید زیر سرعت صوت باشد تا قابلیت احتراق را در موتور داشته باشد.

## شکستن دیوار صدا (صوت) توسط یک پرتابهٔ انسانی
در ژانویه ۲۰۱۰، فلیکس باوم‌گارتنر با کار در یک تیم از دانشمندان حمایت شده توسط ردبول برای کسب بالاترین رکورد در سقوط آزاد از آسمان تلاش کردند. این پروژه برای دیدن شکست دیوار صوتی توسط باوم‌گارتنر با پرش از ارتفاع ۳۶٬۵۸۰ متری از یک بالون هلیوم به عنوان اولین چتر باز تلاش می‌کند. پرش در تاریخ نهم اکتبر ۲۰۱۲ برنامه‌ریزی شده بود، اما به دلیل نامساعد بودن هوا لغو شد و پس از آن کپسول در ۱۴ اکتبر به فضا پرتاب شد.